# Diecezja Gugark
Diecezja Gugark – diecezja Apostolskiego Kościoła Ormiańskiego z siedzibą w Wanadzor w Armenii.
Aktualnym (2022) administratorem diecezji jest ks. Hownan Hakobian.